# Boso von Vienne

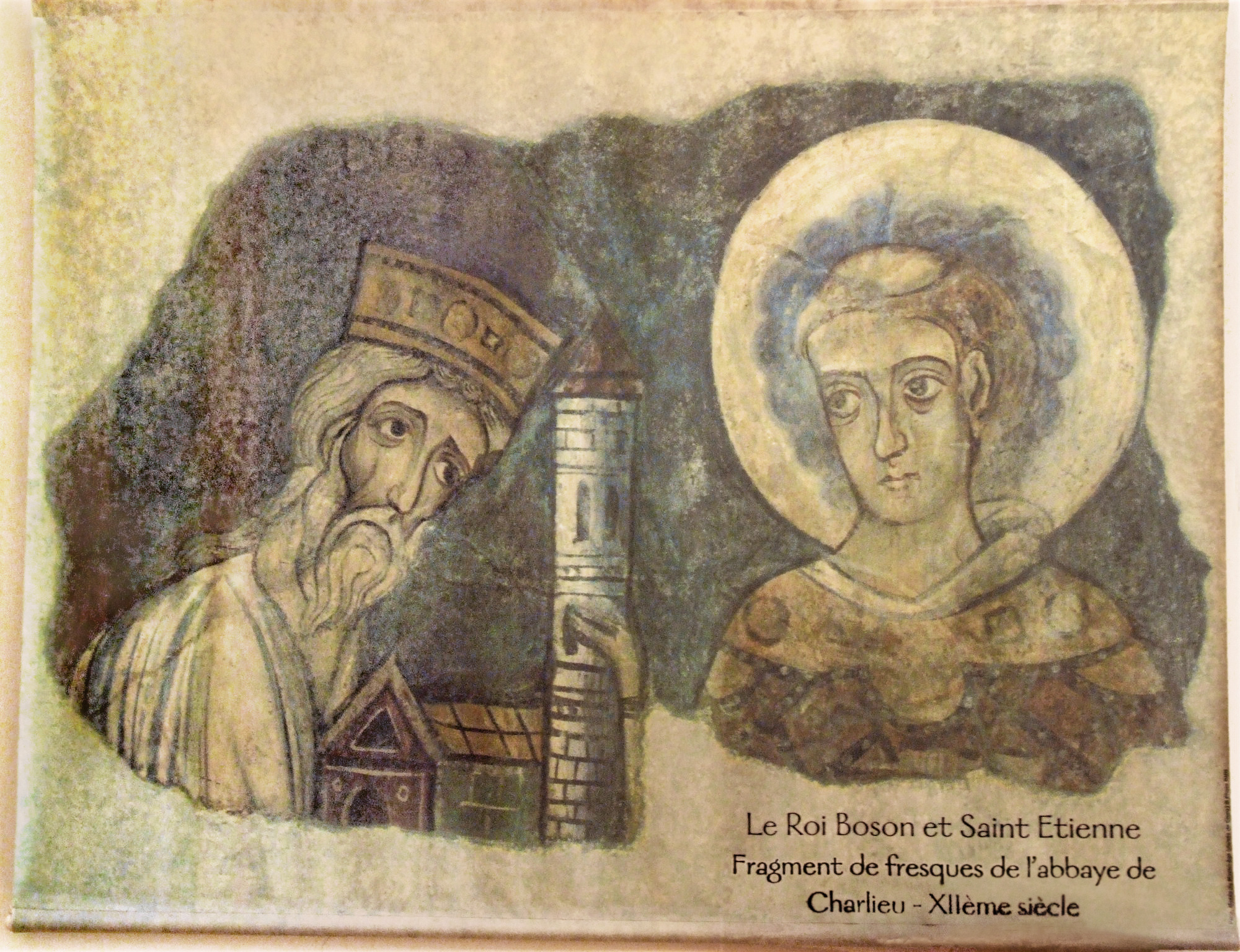
Dieses Fragment eines Freskos aus dem 12. Jahrhundert aus der Abtei Saint-Fortunat bei Charlieu zeigt in einer fiktiven Darstellung König Boso (links) mit dem heiligen Stephan

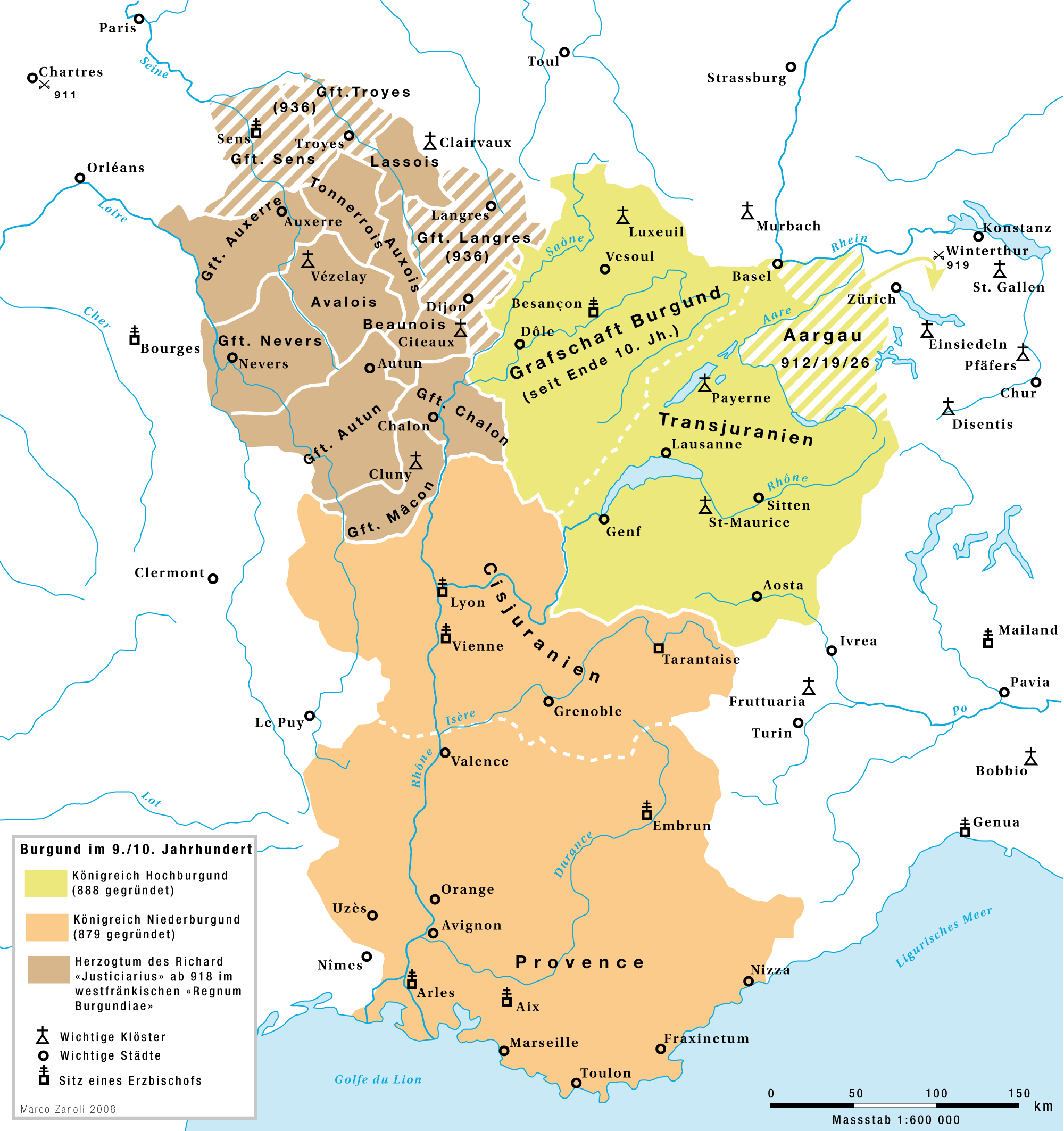
Die Königreiche Hoch- und Niederburgund sowie das Herzogtum Burgund im 9./10. Jahrhundert

Boso von Vienne (auch Boso von der Provence) (* 825/828; † 11. Januar 887) aus der Familie des Buviniden war von 879 bis 887 König von Niederburgund.

## Herkunft
Bosos Großvater mütterlicherseits, Boso der Alte († 855), war ein italienischer Graf. Er hatte mit seiner Frau Ingeltrud vier Kinder, das älteste, eine Tochter, die wohl Richildis hieß, war Bosos Mutter. Der älteste Sohn Boso folgte seinem Vater als Graf nach. Der zweite Sohn Hukbert war Laienabt des Klosters Saint-Maurice d’Agaune. In dieser Funktion beherrschte er das Gebiet des oberen Rhônetals zwischen dem Jura und den Alpen. Er steht im Ruf, ein regelrechter Straßenräuber gewesen zu sein. Jüngstes Kind war Theutberga, die 855 Lothar II. heiratete. Da die Ehe kinderlos blieb, versuchte Lothar, sich von seiner Frau trennen zu lassen und setzte das Gerücht in die Welt, seine Frau habe mit ihrem Bruder Hukbert Ehebruch begangen. Die Affäre wurde bis zum Papst getragen, konnte aber wegen Lothars überraschenden Todes 869 nicht abschließend entschieden werden. 864 unterlag Hukbert dem Welfen Konrad II. und wurde getötet.
Von Bosos Eltern weiß man wenig. Bosos Vater hieß Bivin (oder Bovin). Er war ein lothringischer Graf und Laienabt des Klosters Gorze. Bivins Bruder Richard war Ostiarius Ludwigs I., nach dessen Tod stand er im Lager Lothars I. Seine Schwester hieß Richildis und wurde für die politische Zukunft ihres Bruders wichtig. Bosos Bruder hieß Richard und stand in Diensten Karls des Kahlen, Ludwigs des Stammlers und Karlmanns von Westfranken.

## Leben
Boso war seit März/Juni 876 mit Kaiser Ludwigs II. Tochter Ermengarde (* wohl 852/855, † 896 vor dem 22. Juni) verheiratet. Durch seine Schwester Richildis († 910) war er zudem seit 870 Schwager des westfränkischen Königs Karl der Kahle († 877), der ihn sehr begünstigte. Er wurde durch diesen 870 Graf von Vienne und 876 Statthalter in Italien mit dem Titel eines Herzogs.
Boso nutzte die Schwäche des westfränkischen Reiches nach dem Tode Ludwigs II. und ließ sich auf Drängen seiner Gattin Ermengard und mit Hilfe von Papst Johannes VIII. am 10. Oktober 879 auf einer Versammlung der Großen zu Mantala bei Vienne zum König von Burgund und der Provence proklamieren. Damit begründete Boso das Königreich Niederburgund, das das Gebiet östlich der Rhone und südlich des Genfersees bis zum Mittelmeer umfasste.
Zwar konnte sich Boso gegen den neuen König des Ostfrankenreiches, Karl den Dicken, behaupten, jedoch den äußersten Nordosten seines Landes, Wallis, Aosta und Savoyen, nicht halten.

## Politische Lage im spätfränkischen Europa
Als Boso seinem ersten Herrn, Karl dem Kahlen, diente, war das fränkische Reich in fünf Teilreiche geteilt. Das westliche Teilreich, das in seiner Ausdehnung etwa dem heutigen Frankreich entsprach, wurde von Karl dem Kahlen regiert, das östliche von seinem Bruder Ludwig dem Deutschen. Das Mittelreich, das vom Bruder Karls und Ludwigs, Lothar I. beherrscht wurde, war nach dessen Tod unter seinen drei Söhnen Karl, Ludwig II. und Lothar II. aufgeteilt worden. Ludwig II. beherrschte den italienischen Teil von den Alpen bis nach Rom, Lothar II. den Reichsteil zwischen den Westalpen und Friesland und Karl den Rhône-Saone-Raum und die Provence.
Als die Söhne Lothars I. starben, wurden die Mittelreiche zwischen Karl dem Kahlen und Ludwig dem Deutschen aufgeteilt. Das Reich Lothars II. ging zu je einer Hälfte an die beiden. Das Reich Karls ging zunächst an seinen Bruder Ludwig II. und nach dessen Tod gemeinsam mit dem Restreich Ludwigs II. an Karl den Kahlen. Während dieses Zuges nach Italien wurde Boso zum Herzog gekrönt und Karl der Kahle zum Kaiser.
Als kurz darauf sowohl Karl der Kahle als auch Ludwig der Deutsche starben, erhielt das fränkische Reich neue Könige. Die Nachfolge Karls des Kahlen im westlichen Frankenreich trat dessen Sohn Ludwig der Stammler an, der neue König Bosos. Das Reich Ludwigs des Deutschen wurde unter dessen drei Söhnen aufgeteilt. Ludwig der Jüngere erhielt das heutige Nord- und Ostdeutschland. Karl der Dicke Alemannien und Churrätien und Karlmann Bayern, das er schnell um Italien erweiterte, da Ludwig der Stammler zu schwach war, um Italien zu halten.
Als Ludwig der Stammler starb, kam es im westlichen Frankenreich zu Streitigkeiten um die Nachfolge Ludwigs. Während eine Adelspartei um Hugo den Abt und Boso von Vienne versuchte, nur einen der beiden Söhne zum König zu krönen, versuchte die gegnerische Partei um Gauzlin von Saint-Denis, beide Söhne Ludwigs krönen zu lassen und das Reich unter ihnen aufzuteilen. Boso nutzte nun diesen Machtkampf, um sich selbst in Niederburgund zum König krönen zu lassen und sich von beiden Söhnen Ludwigs des Stammlers unabhängig zu machen.

## Aufstieg in die politische Führungsschicht
870 heiratete Karl der Kahle Bosos Schwester Richildis. Das war zugleich Bosos Eintritt in die Führungsschicht des westfränkischen Reiches. Nachdem Karl der Kahle einen Teil des Reiches Lothars II. erobert hatte, setzte er Boso als Nachfolger des lothartreuen Grafen Gerhard II., vormals auch Graf von Paris, ein und übergab Boso dessen Stadt Vienne und ein Jahr später sämtliche anderen Besitzungen Gerhards II. Von 873 bis 875 diente Boso dem Sohn Karls des Kahlen Ludwig dem Stammler in dessen Unterkönigreich in Aquitanien als Kämmerer, also als Verwaltungschef. Als Karl der Kahle 875 nach Italien zog, um sich des Reiches seines Neffen, Ludwigs II., zu bemächtigen, ging Boso mit. In Italien krönte Karl der Kahle Boso 876 zum Herzog (dux), ernannte ihn zum Statthalter (missus) des neugewonnenen italienischen Reichsteils und brachte ihn damit in eine Art vizekönigliche Stellung. Um Bosos Position abzusichern, verheiratete Karl ihn mit Irmingard, der Tochter Ludwigs II., des bisherigen Königs von Italien und Kaisers. Als Karl der Kahle 877 vom Papst wieder zur Hilfe nach Italien gerufen wurde, wollte der Kaiser Folge leisten. Boso und andere Große des Reiches verweigerten jedoch Karl die Gefolgschaft.
Als 878 Papst Johannes VIII. aufgrund der Bedrohung durch die Sarazenen und italienische Markgrafen wie Lambert von Spoleto und Adalbert von Tuszien in das westliche Frankenreich floh, um Ludwig den Stammler, der inzwischen Karl dem Kahlen auf den Thron gefolgt war, um Hilfe zu bitten, reiste der Papst zunächst in die Provence. Er wurde dort von Boso von Vienne empfangen und in die Francia zu König Ludwig geführt. In Troyes, wo Papst und König aufeinandertrafen, fasste der König den Beschluss, dem Papst Hilfe zu leisten, und wollte zu diesem Zweck Boso mit dem Papst nach Italien schicken. Dieser ging dann auch mit dem Papst zurück bis nach Pavia. Irgendwann in dieser Zeit wurde Boso von Johannes VIII. adoptiert. Das Heer, das Ludwig mit Boso geschickt hatte, war jedoch nicht stark genug, um dem Papst die versprochene Hilfe zu bringen, also kehrte Boso um, und kehrte in das Frankenreich zurück, um Ludwig den Stammler um Verstärkung zu bitten. Zu einer Rückkehr Bosos kam es nicht mehr, da Ludwig der Stammler zu früh starb und Boso nun im Frankenreich beschäftigt war.
Boso stellte sich zunächst auf die Seite der Anhänger von Ludwigs des Stammlers erstem Sohn Ludwig III. und war neben Hugo dem Abt dessen stärkster Unterstützer. Als die Gegenpartei, die nicht nur Ludwig III. als König wollte, sondern eine Reichsteilung zwischen Ludwig III. und dessen Bruder Karlmann forderte, den ostfränkischen König Ludwig den Jüngeren zur Hilfe rief und dieser in Westfranken einfiel, nutzte Boso die Wirrungen, um sich selbstständig zu machen: Boso ging nach Niederburgund zurück (das Gebiet umfasst den Rhône-Sâone Raum und die Provence) und überzeugte die dortigen Geistlichen, ihn zum König zu wählen. Am 10. Oktober 879 wurde Boso von den Großen seines Reiches, darunter 25 Bischöfen, zum König von Niederburgund gewählt und proklamiert. Die Bischöfe begründeten ihre Wahl mit dem Willen Gottes und der Auserwähltheit Bosos, die sie aus seiner steilen Karriere und aus seiner Adoption durch den Papst herleiteten. Die Zustimmung der weltlichen Großen wurde nicht eigens erfragt, sondern vorausgesetzt. Diese Usurpation vereinte noch einmal alle anderen Karolinger. Ludwig III., Karl III. und Karlmann begannen, Vienne zu belagern, was jedoch erfolglos blieb. Erst eine zweite Belagerung durch Karlmann und Bosos Bruder Richard brachte den gewünschten Erfolg und Vienne fiel, doch konnte Boso fliehen. Seine Frau fiel in die Hände seiner Gegner. Letztlich hatten die Karolinger nicht den erhofften Erfolg. Zwar verlor Boso den nördlichen Teil seines Reiches wieder, doch konnte er das übrige Gebiet halten und schuf damit das Reich, das nach seiner Hauptstadt Arles fortan Arelat genannt wurde und das er auf Umwegen an seinen Sohn Ludwig den Blinden übergeben konnte.

## Ehe und Nachkommen
Boso heiratete zwischen März und Juni 876 Ermengarde von Italien, die jüngere Tochter des im August 875 verstorbenen Königs von Italien und römischen Kaisers Ludwig II.; mit ihr hatte er vermutlich vier Kinder:
1. Willa (*um 873- †  vor Juni 929)

⚭ vor  Rudolf I König von Hochburgund
- 2.Engelberga (* wohl 877, † nach Januar 917)

⚭ vor 910 Wilhelm I. († 918), Herzog von Aquitanien
- 3.Irmengard (Ermengard) (* um 880/885)

⚭ Manasses I. († 918), Graf von Chalon, Graf von Dijon
- 4.Ludwig III. Bosonides, der Blinde (* um 881/882; † 5. Juni 928), 887–928 König von Niederburgund, 900–905 König von Italien, 901–905 römischer Kaiser

⚭ um 900 Anna von Byzanz (* 886, † vor 914), Tochter des byzantinischen Kaisers Leo VI.
⚭ 914 Adelheid von Burgund, Tochter König Rudolfs I. aus der Familie der Welfen